# 维努科恩达
维努科恩达（Vinukonda），是印度安得拉邦Guntur县的一个城镇。总人口52589（2001年）。

## 人口
该地2001年总人口52589人，其中男性27089人，女性25500人；0—6岁人口7051人，其中男3629人，女3422人；识字率59.04%，其中男性为67.61%，女性为49.93%。